# Cohong
Il Cohong (zh. 公行T, 公行S, Gōng Háng/Ke HángP, lett. "Commercio pubblico") era la corporazione di mercanti/intermediari finanziari cinesi (gli Hong) che gestiva da Canton il monopolio di import-export della Cina con l'Occidente, il c.d. "Sistema di Canton", al tempo della dinastia Qing (1636–1912). Durante il secolo precedente la Prima guerra dell'oppio (1839–1842), le relazioni commerciali tra la Cina ed Europa avvenivano esclusivamente tramite il Cohong, un sistema creato da un editto dell'imperatore Qing Qianlong (r. 1735–1796) nel 1738 e poi definitivamente formalizzato con un secondo editto del 1757. I mercanti cinesi che componevano il Cohong venivano chiamati 行商T, Háng ShāngP, lett. "Mercanti [con] licenza" e le loro controparti straniere 洋行T, Yang HángP, lett. "Stranieri [con] licenza".
La controparte burocratica statale del Cohong erano il Supervisore doganale del Guangdong (zh. 粵海關部監督T, Yuèhǎi guānbù jiàn dùP yue. jyut6 hoi2 gwaan1 bou6 gaam1 duk1), informalmente noto come "Hoppo", e il Viceré del Liangguang.

## Premessa

### Terminologia
"Hong", pronuncia cantonese del sinogramma 行T, HángP, significa "attività dotata di regolare licenza". Per analogia venne applicato all'intermediario commerciale che deteneva la Hong, e alle sue proprietà, cioè le agenzie commerciali. È stato anche suggerito che Hong sia stato utilizzato per indicare le agenzie commerciali costruite dagli intermediari cinesi lungo il Fiume delle Perle, presso l'odierna Xiguan (distretto di Liwan), per ospitarvi gli occidentali, le c.d. "Tredici fattorie". Questi stabilimenti erano allineati lungo la riva del fiume e "fila"/"rango" è un significato alternativo del sinogramma 行.

### I mercanti nella Cina imperiale
In accordo alle quattro occupazioni (zh. 士農工商T, 士农工商S, Shì nóng gōng shāngP, lett. "Letterato-contadino-artigiano-mercante"), la classificazione occupazionale ideale utilizzata nell'Antica Cina da studiosi confuciani o legisti fin dal periodo degli Stati Combattenti (403–221 a.C.), gli 商T, ShāngP, lett. "Mercanti", erano visti dalla élite dei 士T, ShīP, lett. "funzionari-aristocratici o funzionari-letterati" come membri essenziali della società ma considerati l’ultima delle Occupazioni a causa dell'opinione che rappresentassero una minaccia all’armonia sociale per i loro redditi sproporzionatamente elevati, la manipolazione del mercato e/o lo sfruttamento dei 农T, NóngP, lett. "Contadini". Tuttavia, la classe mercantile, nel corso della storia cinese, fu sempre generalmente ricca ed influente a discapito della bassa posizione sociale e la distinzione tra nobiltà e mercanti, in Cina, non fu chiara o radicata come in Giappone o in Europa, permettendo agli shāng d'essere accolti dalla nobiltà se s'attenevano ai doveri morali confuciani.
Sin dai tempi della dinastia Han (206 a.C.–220 d.C.), gli shāng avevano la tendenza a rinvestire i loro profitti nell'acquisto di grandi proprietà terriere. Quando la società cinese diveniva più mercantile (dalla dinastia Song, 960–1279), il confucianesimo iniziò ad accettare e sostenere gli affari e il commercio come professioni legittime e praticabili, purché i mercanti si mantenessero lontani da azioni non etiche. Nel periodo Song, i mercanti spesso cospiravano con l'élite accademica: già nel 955 i funzionari-letterati utilizzavano agenti intermediari per praticare il commercio. Quando il governo Song rilevò diverse industrie chiave ed impose rigidi monopoli statali, prese esso stesso ad agire come una grande impresa commerciale gestita da funzionari-letterati. Verso la fine della dinastia Ming (1368–1644), i funzionari spesso avevano bisogno di sollecitare fondi da potenti mercanti per costruire nuove strade, scuole, ponti, pagode o impegnarsi in industrie essenziali, come la produzione di libri, essenziali per l'istruzione delle future leve di funzionari-letterati. La corte Ming, a partire dalla metà del XV secolo, concesse ai mercanti licenze per commerciare sale in cambio di spedizioni di grano alle guarnigioni di frontiera, avendo capito che gli shāng potevano acquistare licenze per il sale con l'argento ed aumentare le entrate statali.
La condivisione del capitale era popolare in quanto distribuiva il rischio e allentava le barriere per l'accesso ai mercati. I partenariati erano noti come: huoji zhi (investitore silenzioso e partner attivo), lianhao zhi (società sussidiarie), jingli fuzhe zhi (società con amministratore delegato), xuetu zhi (apprendistato) e hegu zhi (società per azioni). Gli shāng si riunivano inoltre in organizzazioni corporative simili alle gilde europee note come HuiguanP (da 會T, HuìP, lett. "Unione"), già ben diffuse in epoca Song. Ogni volta che lo Stato requisiva beni e imponeva tasse, doveva abboccarsi con i capi delle corporazioni che assicuravano prezzi e salari equi tramite intermediari ufficiali. Le gilde avevano apposite sedi (zh. 公所T, Gōng SuǒP) dedicate a ben specifiche attività di servizio (falegnameria, tessitura, banche e ospedali) anzitutto per gli aderenti e, al tempo della dinastia Qing (1636–1912), per la comunità in generale.

## Storia

### Fondazione

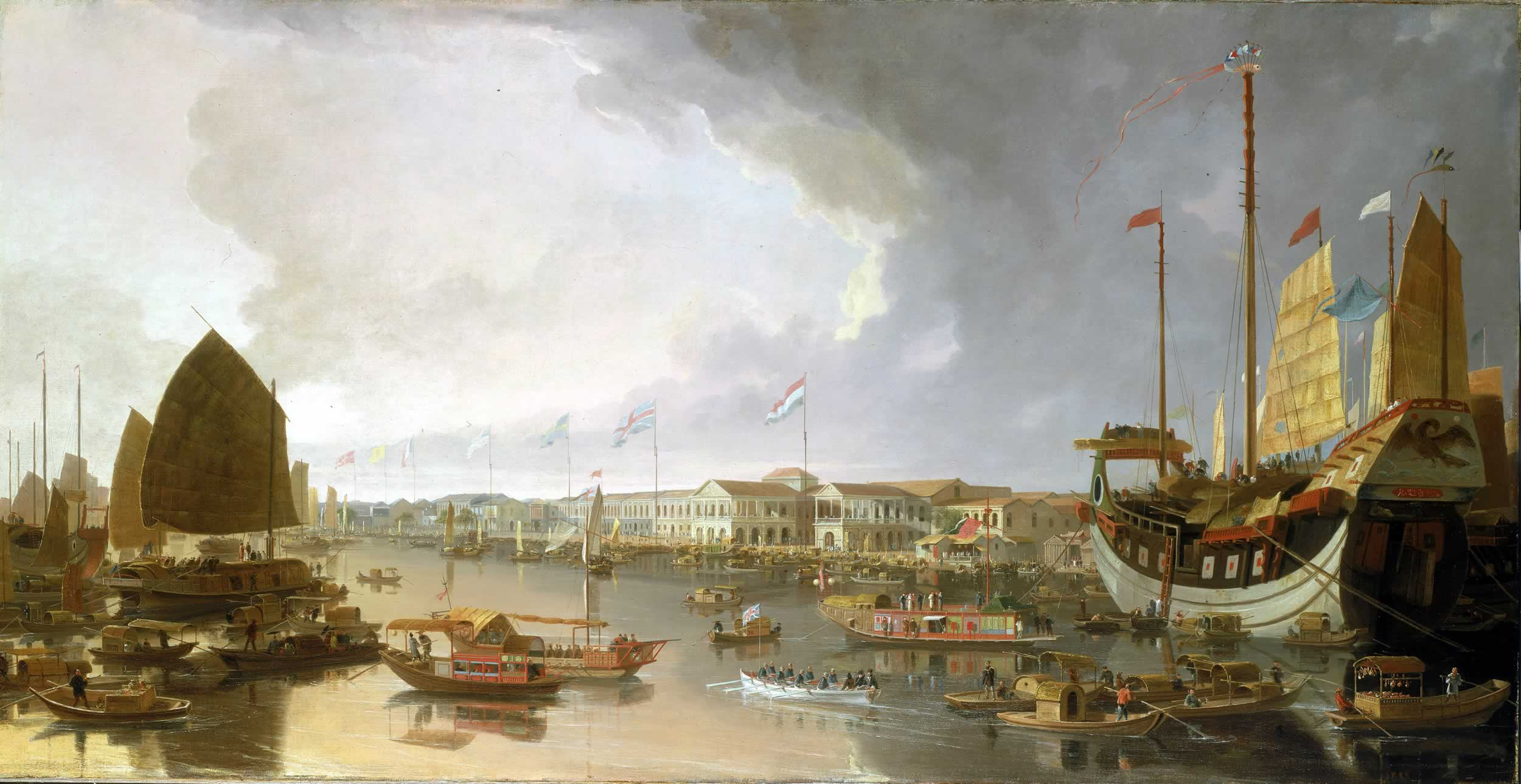
Veduta delle fattorie di Canton - dipinto di William Daniell (c. 1805).

Nel 1684, l'imperatore Qing Kangxi (r. 1661–1722) permise agli stranieri di commerciare con la Cina nei quattro grandi porti di Canton (il primo scalo obbligato della rotta monsonica in arrivo dall'Insulindia), Xiamen, Songjiang e Ningbo. Agli occidentali era imposto di operare tramite l'intermediazione degli Hong che ne garantivano sia la buona condotta sia l'assolvimento dei loro obblighi fiscali. Gli Hong erano anche proprietari e locatori dei magazzini e degli appartamenti di cui gli stranieri erano obbligati ad usufruire. Nel 1686, Kangxi fondò a Canton una società commerciale per gestire il commercio con i "barbari" nota come 洋貨行T, Yánghuò HángP, lett. "Casa del commercio oceanico" su cui vennero accentrare sia le importazioni, sia le esportazioni e che fu conseguentemente dotata di uffici secondari responsabili delle tasse e delle dichiarazioni di importazione/esportazione. Nella pratica, quando una nave straniera arrivava o partiva, un rappresentante della Hong coinvolta si recava alla Casa del commercio oceanico per pagare le tasse dovute. Sul sistema vigilava l'Amministratore delle dogane di Canton (zh. 粵海關部T, 粤海关部S, Yuèhǎi guānbù jiàn dùP yue. jyut6 hoi2 gwaan1 bou6 gaam1 duk1), informalmente noto come "Hoppo", originariamente un ufficio istituito dai Qing per sorvegliare i grandi porti della Cina meridionale.
Nel 1738, l'imperatore Qing Qianlong (r. 1735–1796) riorganizzò il sistema creato da Kangxi istituendo il Baoshang che garantiva ad un certo numero di Hong la licenza di commerciare con gli occidentali purché questi si facessero carico di riscuotere dai "barbari" i dazi imposti dal Ministero del tesoro, allineando con successo gli interessi commerciali con la riscossione delle entrate del governo. Nel 1745, Qianlong rincarò la dose, ordinando alla Corte di modificare il sistema basato sulla Yánghuò Háng in favore di un sistema in cui gli Hong dovevano garantire per ogni mercantile straniero che entrava a Canton ed assumersi la piena responsabilità della nave e del suo equipaggio insieme al capitano e al supercargo. Anche eventuali pagamenti fiscali dovuti da un commerciante straniero dovevano essere garantiti dal Hong.
A metà degli anni 1750, la Compagnia britannica delle Indie orientali ("EIC") iniziò a scalpitare sotto i vincoli dei Qing, cercando porti più vantaggiosi e meno corrotti (v.si il c.d. "Affare Flint") ma prefigurando il drastico calo del gettito tributario cantonese, oltre al timore della creazione di una seconda Macao, la Corte a Pechino convinse Qianlong ad emanare un 海禁T, HaijinP, lett. "Bando [del] mare" (i.e. divieto marittimo) che, nel 1757, chiuse tutti i porti tranne Canton alla maggior parte degli occidentali.

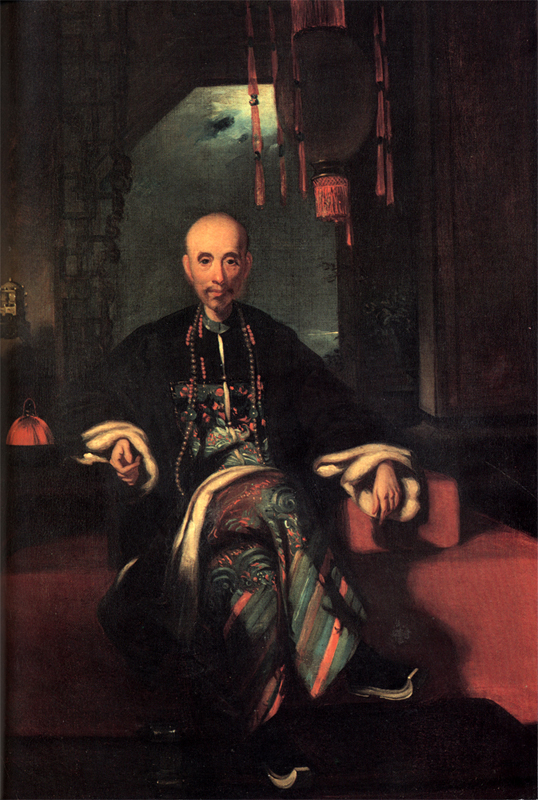
Hong Howqua II (Wu Bingjian, 1769–1843), figlio di Howqua I, fondatore del Cohong, uno degli uomini più ricchi del mondo ai suoi tempi - ritratto di George Chinnery (1830)

Gli Hong di Canton, allora meno di una ventina, furono così chiamati a gestire il problema della forte presenza straniera lungo il Fiume delle Perle, i.e. il sobborgo extra-murario ove da sempre ormeggiavano i bastimenti europei, una presenza tanto più invadente ora che, passando per le Filippine ed ormai svincolati dalla rotta monsonica, i "barbari" inviavano navi in Cina in ogni periodo dell'anno. Nel 1760, Hong Pan Zhencheng e altri Hong (nove in tutto se ci rifacciamo ai datti sotto riportati) si consorziarono nella corporazione poi nota come Cohong, pagando ciascuno una quota d'ingresso di circa 10.000 dollari spagnoli (74.000 tl.) e destinando al fisco imperiale il 3% sui loro affari futuri. Le tasse prelevate dai fondatori del Cohong permisero l'istituzione di un fondo chiamato "Consoo" e l'erigenda di un'omonima sede di gilda, la "Sala Consoo" (v.si seguito), oltre alla costruzione di passaggi pedonali e di una nuova strada, poi ribattezzata dagli inglesi "China Street" perché zeppa di mercanti di porcellane, in cui i piccoli commercianti furono obbligati a trasferirsi per continuare a vendere ai "barbari".
Il ruolo del Cohong, intermediario unico tra il governo Qing e gli stranieri, era acquistare beni per conto dei "barbari" e detrarre eventuali tasse e dazi dovuti per le importazioni e le esportazioni; allo stesso tempo, secondo i registri doganali del Guangdong (zh. 粵海關志T, Yuèhǎi guān zhìP, yue. jyut6 hoi2 gwaan1 zi3), istituirono una nuova autorità portuale per gestire i tributi dalla Tailandia, la paga delle truppe adibite a mansioni di protezione del commercio e, in generale, per gestire tutto il commercio marittimo interno nel Mar Cinese Meridionale.
L'effettiva data di fondazione del Cohong è stata a lungo oggetto di speculazioni. Secondo John Phipps, autore del Practical Treatise on the China and Eastern Trade del XIX secolo, lo Hong Pan Zhencheng fondò la gilda nel 1790, sebbene lo storico cinese Immanuel CY Hsu anticipi la fondazione al 1738. Oggi, come anticipato, si fissa al 1760 la data di fondazione. Tra gli Hong fondatori del Cohong o che comunque collaborarono ad irrobustirlo nell'immediato e negli anni successivi, oltre al sopracitato Pan Zhencheng, figurarono: Howqua I (Wu Guorong) e Howqua II (Wu Bingjian), la cui ricchezza sarebbe divenuta leggendaria; Puankhequa; Mowqua; Goqua; Fatqua; Kingqua; Sunshing; Mingqua; Saoqua e Punboqua.
Nel corso del tempo, il numero di Hong partecipanti al Cohong oscillò tra un minimo di 4 (nel 1781) ed un massimo di 26 (nel 1757). Queste agenzie d'intermediazione erano autorizzata dal governo centrale di Pechino a gestire il commercio, in particolare i diritti di commercio di tè e seta, con l'Occidente. All'epoca erano l'unico gruppo autorizzato a farlo, rendendoli de facto i detentori del monopolio su tutto il commercio estero della nazione.
| 1757 | 26  | 1791 | 5~6 | 1811 | 10~12 | 1831 | 10 |
| 1759 | >20 | 1792 | 12  | 1813 | 10~13 | 1832 | 10 |
| 1760 | 9   | 1794 | 10  | 1815 | 10    | 1833 | 10 |
| 1765 | 10  | 1795 | 10  | 1822 | 11    | 1834 | 10 |
| 1776 | 8   | 1796 | 10  | 1823 | 11    | 1835 | 10 |
| 1777 | 8   | 1798 | 8   | 1824 | 10    | 1836 | 11 |
| 1778 | 8   | 1799 | 8   | 1825 | 10    | 1837 | 13 |
| 1779 | 8   | 1800 | 8   | 1826 | 10    | 1838 | 11 |
| 1781 | 4   | 1801 | 8   | 1827 | 9     | 1839 | 10 |
| 1782 | 9   | 1807 | 12  | 1828 | 7     |      |    |
| 1786 | 20  | 1808 | 9   | 1829 | 7     |      |    |
| 1790 | 5   | 1810 | 10  | 1830 | 10    |      |    |

### La fine
Dopo la vittoria britannica nella Prima guerra dell'oppio (1839–1842), il Trattato di Nanchino, firmato nel 1842, si declinò nell'accettazione, da parte del governo Qing, di diverse richieste britanniche di natura liberoscambista, in particolare la fine del Sistema di Canton e lo scioglimento del Cohong. Sulla scia di questa decisione, il commercio si spostò dai sistemi confuciani da commerciante a commerciante dell'Impero Qing ai sistemi commerciali più diplomatici da funzionario a ufficiale dell'Impero britannico.

## Attività

### Il monopolio sul commercio con gli occidentali
All'interno di Canton, il Cohong gestiva per conto dei Qing il monopolio sul commercio estero, supervisionando un traffico che garantiva alle casse imperiali l'argento occidentale proveniente dal Nuovo Mondo (non essendo i cinesi interessati ad importare beni occidentali) in cambio dei beni di valore dell'Impero Qing (fond. tè, seta e porcellane). La corporazione rappresentavano quindi il collegamento principale tra il governo di Pechino ed il resto del mondo. Poiché Canton era l'unico scalo commerciale ufficiale i Qing e le potenze commerciali europee, i Cohong godevano di un monopolio virtuale sul commercio con l'Occidente, e come tali raccoglievano i benefici dell'insaziabile appetito degli occidentali per i beni di lusso esportati dalla Cina. Sotto la supervisione di un funzionario del ministero delle entrate noto agli inglesi come "Hoppo" (una pronuncia errata del termine hubu, 户部), i Cohong, dai loro uffici conosciuti come hang, detenevano il monopolio del commercio con i magazzini commerciali occidentali ed il conseguente approvvigionamento di argento, incredibilmente importante per l'economia Qing.
Il sistema costruito dai Qing legò a doppio filo gli Hong con le loro controparti straniere: es. nonostante l'esistenza dei sinofoni e linguisti che accompagnavano ogni nave, agli stranieri era teoricamente vietato per decreto imperiale l'apprendimento della lingua cinese, essendoci traduttori ufficialmente nominati a tale scopo. I commercianti stranieri, per la maggior parte stipendiati da compagnie commerciali monopolistiche, protestarono fortemente contro il controllo che il Cohong esercitava su prezzi, anticipi e tassi di cambio, prevedendo esiti nefasti. In realtà, la corporazione contribuì a garantire che la produzione cinese soddisfacesse le esigenze dei commercianti stranieri (alcune navi erano state precedentemente obbligate ad aspettare anche un anno per essere completamente rifornite). Di tanto in tanto, questo monopolio commerciale municipale finiva per irritare le compagnie commerciali europee (anzitutto ma non solo la EIC) che cercavano altri scali attraverso i quali ottenere i beni tanto richiesti dai loro mercati interni.

### IlCohongnella società Qing
Nonostante controllassero il commercio tra le potenze europee e l'Impero Qing, i Cohong spesso ricoprivano posizioni precarie, poiché i burocrati del Hoppo detenevano un enorme potere sulle loro nomine e sulle loro finanze, non ultimo in ragione del fatto che, al netto del grande potere degli Hong, in quanto shāng essi restavano concettualmente subordinati dei funzionari-letterati che componevano la burocrazia imperiale nel costrutto sociale confuciano delle sopracitate Quattro Occupazioni. Durante i suoi tre anni in carica, un commerciante Cohong era costretto a pagare numerose tangenti, donazioni e regali ai suoi superiori, con conseguente forte calo dei suoi profitti.
Tuttavia, come risultato del lucroso commercio che controllavano, le gilde Cohong divennero molto ricche, tanto che le loro fortune personali furono annoverate tra le più alte della Cina Qing e del mondo in generale: es. come anticipato, Hong Howqua II (Wu Bingjian, 1769–1843), figlio di Howqua I, fondatore del Cohong, fu uno degli uomini più ricchi del mondo ai suoi tempi. Per mantenere la loro influenza, gli Hong si assicurarono che i residenti locali e i funzionari fino al livello più alto della burocrazia imperiale rimarcassero al governo di Pechino l'importanza di mantenere lo status di Canton quale unico scalo commerciale ufficiale con l'Occidente.

### Il FondoConsoo(Gōng Suǒ)

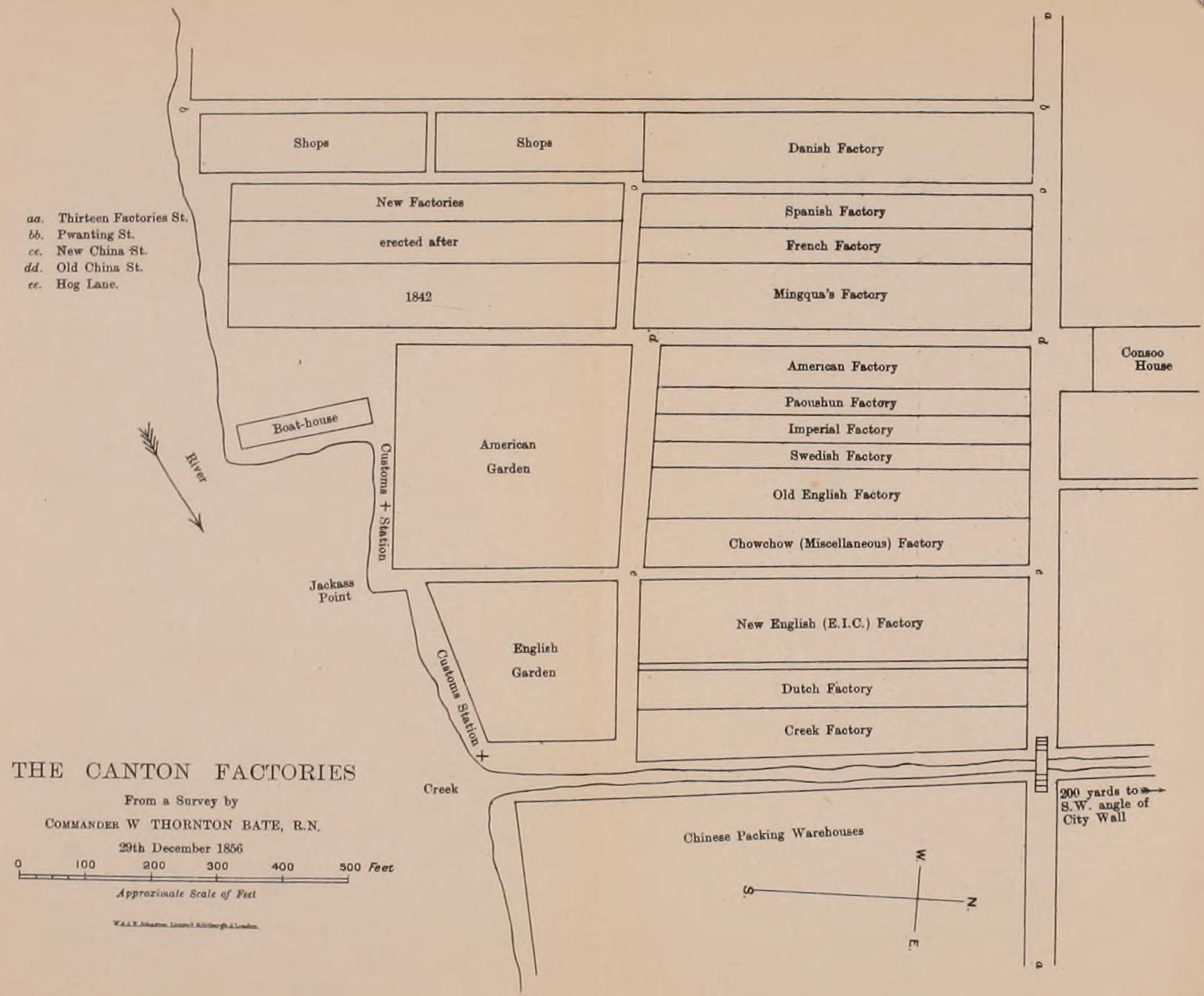
Mappa delle Tredici fattorie di Canton (c. 1856) - ill. in Morse 1910.
La Consoo Hall è all'estrema dx della mappa, dirimpetto alla Fattoria USA, di là da Thirteen Factory Street.

Come anticipato, le quote d'iscrizione degli Hong al Cohong mantenevano un apposito fondo, il "Consoo" (zh. 公所T, Gōng SuǒP), nome che indicava anche la sede ufficiale della corporazione (en. Consoo Hall, lett. "Sala Consoo") in Thirteen Factory Street, la via che delimitava a nord le Tredici fattorie lungo il Fiume delle Perle, in linea d'aria con la Fattoria USA. Nel 1781, il Gōng Suǒ utilizzava un pool di denaro raccolto tramite prelievi (zh. 公所费T, Gōng Suǒ FèiP) sulle attività dei singoli commercianti per coprire i debiti di eventuali hong in bancarotta a fine anno oltre che per pagare le varie esazioni richieste dal governo e dai burocrati del Hoppo. Ufficialmente, il tasso riscosso per il fondo era pari al 3% del valore delle merci. Questa tassa originariamente si applicava solo al tè ma alla fine del XVIII secolo s'era estesa su 69 diversi prodotti.

### Il commercio di oppio
L'oppio fu introdotto precocemente in Cina e, nel 1483, veniva largamente consumato alla Corte degli imperatori Ming: es. l'imperatore Ming Wanli (r. 1563–1620) ne consumava quantità elevate. Il dilagare della tossicodipendenza aveva indotto l'imperatore Qing Yongzheng (r. 1723–1735), predecessore di Qianlong, a proibirne nel 1729 la vendita e l'uso salvo che a scopo terapeutico (un mercato, questo, nelle mani dei portoghesi di Macao).

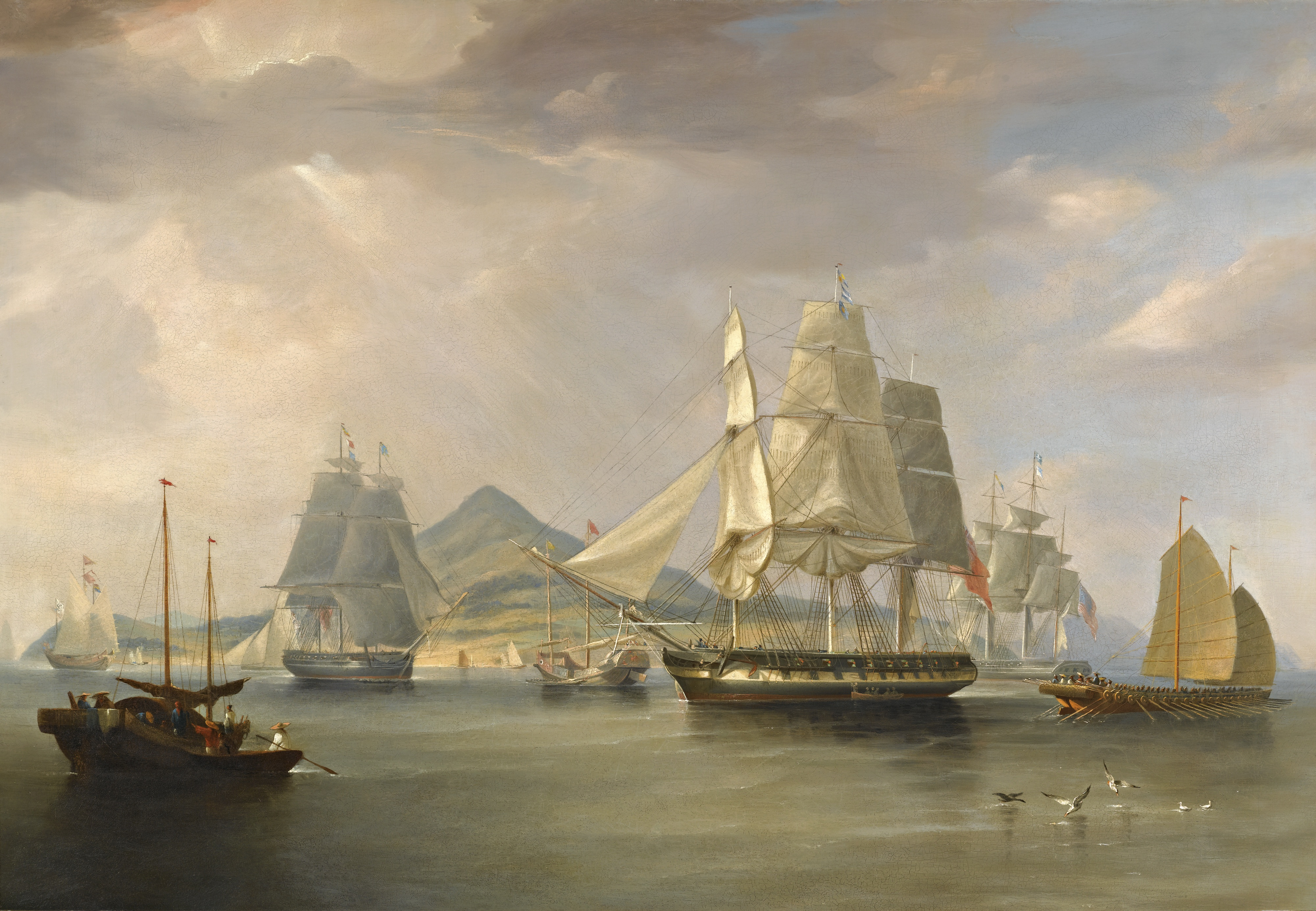
Le navi dell'oppio a Lintin - dipinto di William John Huggins (1824).

A causa del forte bisogno di argento nel commercio tra le potenze coloniali europee e i Qing di Canton e delle complicazioni alla fornitura d'argento causate dalla Rivoluzione americana, l'Impero britannico necessitava sostituire il metallo prezioso con altra valuta. La EIC risolse allora di utilizzare l'oppio prodotto nell'India britannica come un prezioso bene di scambio e il Cohong non si fece scrupolo di commerciare il narcotico. L’oppio indo-britannico si diffuse rapidamente nei mercati cinesi, essendo il narcotico tornato in auge presso le classi abbienti nonostante il proibizionismo, superando ampiamente l’argento come bene più scambiato tra i mercanti britannici e la dinastia Qing. Nonostante i numerosi editti di proibizione dell'oppio emanati dall'imperatore Qing Daoguang (r. 1820–1850) all'inizio del XIX secolo, il commercio occidentale su cui i mercanti Cohong costruivano il loro sostentamento ora era incentrato sulla droga, e come tale i mercanti partecipavano pesantemente al traffico di narcotici. All'interno della città di Canton, in cui il commercio occidentale rappresentava il centro della struttura economica, gli editti dell'Imperatore Qing ebbero scarso effetto sulla gerarchia commerciale e la corruzione tacitò i locali funzionari del Hoppo.
Da Lintin, una piccola isola vicino Canton presso la quale gli europei ormeggiavano le loro barche, i mercanti Cohong ritiravano l'oppio e lo stivavano in piccoli legni da cabotaggio, noti come "granchi veloci" o "draghi mobili", con i quali lo trasportavano ai magazzini cantonesi. Queste barche erano necessarie per evitare la perquisizione e il sequestro dell'oppio da parte dei Qing e assicurarne l'arrivo a Canton, dopodiché i Cohong assumeva il controllo del processo, scambiando le loro merci con l'oppio e preparandone lo spaccio nel territorio cinese. Sebbene i Cohong non partecipassero allo spaccio al dettaglio del narcotico, realizzato tramite altri commercianti supportati/gestiti da criminali ed emarginati sociali (es. i migranti), costituivano ciò non di meno il primo fondamentale anello della sua catena di distribuzione nel Celeste Impero.

### Esplicative
1. ↑  Il commercio coreano e giapponese era organizzato separatamente a Zhapu, nello Zhejiang. I russi, a causa della loro presenza ai confini settentrionali della Cina, commerciavano prima a Pechino e poi a Kyakhta.
2. ↑  I negozi fiancheggiavano anche 13 Factories Street tra Hog Lane e China Street, creando un percorso a forma di ferro di cavallo lungo il quale commercianti e marinai potevano curiosare tra le merci in offerta - Van Dyke e Mok 2015, p. xviii.

### Bibliografiche
1. 1 2   Entry on Cohong in the Encyclopædia Britannica, su britannica.com, Encyclopædia Britannica.
2. 1 2  Van Dyke e Mok 2015, p. xv.
3. ↑  (EN) Samuel M A Couling, Encyclopaedia Sinica, 1907,  p. 235.
4. ↑  Fairbank e Goldman 2006, p. 108.
5. ↑  (EN) Philip A. Kuhn, Chinese views of social classification, in James L. Watson (a cura di), Class and Social stratification in post-Revolution China, Cambridge University Press, 1984,  pp. 20-21, ISBN 0521143845.
6. ↑  (ZH) Han Feizi, su zh.wikisource.org.
«其商工之民，修治苦窳之器，聚弗靡之財，蓄積待時，而侔農夫之利。»
7. 1 2  Gernet 1962, pp. 68-69.
8. ↑  (EN) Lixing Tang, Merchants and Society in Modern China: Rise of Merchant Groups China Perspectives, Routledge, 2017, ISBN 978-1351612999.
9. ↑    - (EN) T'ung-tsu Ch'ü, Han Dynasty China, a cura di Jack L. Dull, Volume 1: Han Social Structure, Seattle e Londra, University of Washington Press, 1972,  pp. 113-114, ISBN 978-0-295-95068-6.
10. ↑  (EN) Fang Liufang, Xia Yuantao e Sang Binxue, Chinese Partnership, in Law and Contemporary Problems: The Emerging Framework of Chinese Civil Law: [Part 2], vol. 52, n. 3, 1989.
11. ↑  Gernet 1962, p. 77.
12. ↑  Brook 1998, pp. 90–93, 129–130 e 151.
13. 1 2  Brook 1998, p. 108.
14. 1 2  (EN) Tai Peng Wang, The Word "Kongsi": A Note, in Journal of the Malaysian Branch of the Royal Asiatic Society, vol. 52, n. 235, 1979,  p. 103.
15. ↑  Gernet 1962, p. 88.
16. ↑  Ebrey, Walthall e Palais 2006, p. 157.
17. 1 2  Van Dyke e Mok 2015, p. xvii.
18. ↑  Gong 2006.
19. ↑  (ZH) 一纸诉状与一口通商 [Raccolta sulla politica commerciale del porto singolo], su ccdy.cn, Chinese Culture MediaCentre. URL consultato il 27 gennaio 2014.
20. ↑  (EN) Preston Torbert, The Chʻing Imperial Household Department, Harvard Univ Asia Center, 1977, 1977,  p. 99, ISBN 0674127617.
21. ↑  (EN) Ronald C. Po, The Blue Frontier: Maritime Vision and Power in the Qing Empire, Cambridge University Press, 2018,  p. 152, ISBN 978-1108424615.
22. ↑  Napier 1995, p. 58.
23. 1 2 3  (EN) The Rich and How They Got That Way: How the Wealthiest People of All Time—from Genghis Khan to Bill Gates—Made Their Fortunes, 2018.
24. 1 2 3 4  (ZH) Liang Jiabin, 廣東十三行考 [Indagine sulle Tredici fattorie], Guangdong People's Publishing, 1999.
25. 1 2 3 4  (EN) Hosea Ballou Morse, The Chronicles of the East India Company Trading to China 1635–1834, vol. 1, Harvard University Press, 1926.
26. 1 2 3 4  (ZH) Hsien-chuan Liao, 論清代行商制度與貿易發展的關係 [Il sistema Hong di Canton e lo sviluppo commerciale nella dinastia Qing : uno studio] (PDF), su cd.dyu.edu.tw, Taiwan, Taipei, Chinese Culture University. URL consultato il 31 gennaio 2014.
27. 1 2 3  Van Dyke e Mok 2015, p. 1.
28. ↑  Van Dyke e Mok 2015, p. 2.
29. ↑  (ZH) Shujuan Gao e Bin Feng, 中日对外经济政策比较史纲: 以封建末期贸易政策为中心 [Schema comparativo della politica estera cinese e giapponese: la politica commerciale centrale negli ultimi anni dell'era imperiale], Qinghua University Chinese Economic Historiography Series (清华大学中国经济史学丛书), Qinghua University Publishing (清华大学出版社), 2003,  p. 109, ISBN 978-7-302-07517-2.
30. ↑  Van Dyke e Mok 2015.
31. ↑  (ZH) Immanuel C.Y. Hsu, L'ascesa della Cina moderna, The Chinese University of Hong Kong Press, 2001,  p. 149.
32. 1 2 3  Roberts 1837.
33. 1 2 3 4 5 6  (EN) Jonathan Porter, Imperial China, 1350–1900, Lanham, 2016, ISBN 9781442222922, OCLC 920818520.
34. ↑  (EN) Jonathan A. Farris, Thirteen Factories of Canton: An Architecture of Sino-Western Collaboration and Confrontation, in Buildings & Landscapes: Journal of the Vernacular Architecture Forum, vol. 14, 2007,  pp. 66-83, DOI:10.1353/bdl.2007.0000.
35. ↑  Van Dyke e Mok 2015, p. xvi.
36. 1 2 3  (EN) William T. Rowe, China's last empire : the great Qing, Belknap Press of Harvard University Press, 2009, ISBN 9780674036123, OCLC 648759723.
37. ↑  Van Dyke e Mok 2015, p. 90.
38. ↑  Phipps 1836, p. 151.
39. ↑  Van Dyke 2011, p. 29.
40. ↑  (EN) Zheng Yangwen, The Social Life of Opium in China, Cambridge: Cambridge University Press, 2005,  pp. 18-19, ISBN 0-521-84608-0.
41. 1 2 3  (EN) Frank Dikötter, Lars Peter Laamann, Zhou Xun, Narcotic Culture: A History of Drugs in China, C. Hurst & Co. Publishers, 2004,  pp. 32-45, ISBN 1-85065-725-4. URL consultato il 17 maggio 2017.
42. ↑  (EN) Bernstein, William J., A splendid exchange: how trade shaped the world, New York, Atlantic Monthly Press, 2008,  p. 286, ISBN 978-0-87113-979-5.
43. ↑  (EN) Peter Ward Fay,, The Opium War, 1840–1842: Barbarians in the Celestial Empire in the Early Part of the Nineteenth Century and the Way by Which They Forced the Gates Ajar, University of North Carolina Press, 1997  [1975].
44. ↑  (EN) Melissa Macauley, Small Time Crooks: Opium, Migrants, and the War on Drugs in China, 1819–1860, in Late Imperial China, vol. 30, n. 1, 2009,  pp. 1-47, DOI:10.1353/late.0.0021, ISSN 1086-3257 (WC · ACNP).

### Fonti
- (EN) John Phipps, A Practical Treatise on the China and Eastern Trade, Londra, Wm. H. Allen, 1836.
- (EN) Edmund Roberts, Embassy to the Eastern Courts of Cochin-China, Siam, and Muscat in the U.S. Sloop-of-war Peacock, Harper & Brothers, 1837, ISBN 9780608404066.

### Studi
- (EN) Dilip K Basu, Chinese Xenology and the Opium War: Reflections on Sinocentrism, in The Journal of Asian Studies, vol. 73, n. 4, 2014,  pp. 927-940.
- (EN) Timothy Brook, The Confusions of Pleasure: Commerce and Culture in Ming China, Berkeley, University of California Press, 1998, ISBN 0-520-22154-0.
- (EN) W.E. Cheong, The Hong merchants of Canton: Chinese merchants in Sino-Western trade, Routledge, 1997, ISBN 0-7007-0361-6.
- (EN) Jacques M. Downs, The Golden Ghetto: The American Commercial Community at Canton and the Shaping of American China Policy, 1784-1844, Rist. Hong Kong University Press, Bethlehem, PA, Lehigh University Press, 2014  [1997], ISBN 0934223351.
- (EN) Patricia Buckley Ebrey, Anne Walthall e James Palais, East Asia: A Cultural, Social, and Political History, Boston, Houghton Mifflin Company, 2006, ISBN 0-618-13384-4.
- (EN) John King Fairbank e Merle Goldman, China: A New History, 2. ed. ampliate, Cambridge e Londra, The Belknap Press of Harvard University Press, 2006  [1992], ISBN 0-674-01828-1.
- (EN) Jacques Gernet, Daily Life in China on the Eve of the Mongol Invasion, 1250–1276, traduzione di H.M. Wright, Stanford University Press, 1962, ISBN 0-8047-0720-0.
- (EN) Yibing Gong, The Circulation of Foreign Silver Coins in Southern Coastal Provinces of China 1790-1890, Hong Kong, University of Hong Kong, 2006.
- (EN) J.D. Key, J.A. Callahan e W. Walters, Hog Lane Surgery (Ophthalmic Hospital, Canton, China), in Minn Med., vol. 2, 1986,  pp. 98-100, DOI:10.1136/bmj.2.6027.98, PMC 1687792, PMID 6111.
- (SV) Sven T. Kjellberg, Svenska Ostindiska Compagnierna 1731–1813: Kryddor, Te, Porslin, Siden [The Swedish East India Company 1731–1813: Spice, Tea, Porcelain, Silk], 2. ed., Malmö, Allhem, 1975, ISBN 91-7004-058-3. URL consultato il 24 settembre 2014.
- (EN) Hosea Ballou Morse, The International Relations of the Chinese Empire, New York, Paragon Book Gallery, 1910.
- (EN) Priscilla Napier, Barbarian Eye, Londra, Brassey's, 1995,  p. 58.
- (EN) Peter C. Perdue, Rise & Fall of the Canton Trade System (PDF), in MIT Visualising Cultures, vol. 2014, 2011.
- (EN) Eileen Tamura, China: Understanding its Past, University of Hawaii, 1998, ISBN 0-8248-1923-3.
- (EN) Paul Arthur Van Dyke e Maria Kar-wing Mok, Images of the Canton Factories 1760–1822: Reading History in Art (PDF), Hong Kong, Hong Kong University Press, 2015, ISBN 9789888208555.
- (EN) Paul Arthur Van Dyke, Merchants of Canton and Macao: Politics and Strategies in Eighteenth-Century Chinese Trade, Hong Kong University Press, 2011, ISBN 9789888028917.
- (EN) Paul Arthur Van Dyke, The Canton Trade: Life and Enterprise on the China Coast, 1700–1845, Hong Kong University Press, 2005, ISBN 962-209-749-9.